# Championnat d'Europe 2018 de football américain (IFAF New York)
Navigation
2014 2018 PA
Le Championnat d'Europe 2018 de football américain (IFAF New York) (en anglais, 2018 IFAF New York European Championship) est la 14e édition du Championnat d'Europe de football américain.
Il s'agit d'une compétition continentale de football américain mettant aux prises des sélections nationales européennes affiliées à l'IFAF New York.
Le tournoi a lieu en Finlande à Vantaa du 29 juillet 2018 au 4 août 2018.
C'est l'équipe de France qui remporte la compétition pour la première fois de son histoire (l'équipe d'Allemagne était la tenante du titre).

## Historique
Le format de ce championnat est un format de qualifications et non plus un format de groupes avec montées et descentes comme auparavant. 
Les trois premiers du 2018 IFAF European Championship sont qualifiés pour la prochaine coupe du monde.
Après 2014 et la scission de l'IFAF en deux branches rivales (IFAF Paris et IFAF New York) survenue fin de l'année 2016 après les tournois qualificatifs pour l'Euro 2018 effectués en 2015 et 2016 (sous l'égide de l'IFAF Europe), chaque faction a désiré organiser son propre championnat d’Europe des nations.
Les phases finales de leurs tournois devaient regrouper quatre équipes par tournoi au lieu de six comme lors des éditions précédentes organisées par l'IFAF Europe.
Le 15 février 2018, l'annonce du passage des fédérations autrichienne et française de l'IFAF Paris à l'IFAF New York est officialisée sur le site de la fédération danoise. Avec l'entrée de ces fédérations, le présent championnat d'Europe est élargi à six équipes. 
L'Ifaf Paris n'a quant à elle pas encore organisé son tournoi, aucune date pour ce faire n'ayant à ce jour été publié par cette instance,,.

## Qualifications - Groupe C en 2015
Le premier tour des Qualifications (équipes du groupe B) a été joué d'août à octobre 2015.
Les six vainqueurs rejoignent l'Italie et la Grande-Bretagne au tour suivant (Groupe B, Tournois).
| Date         | Heure      | Extérieur | Score   | Domicile           | Lieu                             |
| ------------ | ---------- | --------- | ------- | ------------------ | -------------------------------- |
| 30 août      | 12 h UTC+1 | Israël    | 28 - 20 | Espagne            | Estadio Santo Domingo, Alcorcón  |
| 26 septembre | 18 h UTC+1 | Slovaquie | 0 - 21  | Suisse             | Rankhof, Bâle                    |
| 10 octobre   | 13 h UTC+1 | Norvège   | 0 - 20  | Russie             | Stade Zarskoje Selo, Pouchkine   |
| 10 octobre   | 14 h UTC+1 | Hongrie   | 0 - 56  | Serbie             | Stade Voždovac Stadium, Belgrade |
| 11 octobre   | 14 h UTC+1 | Pologne   | 70 - 14 | République Tchèque | Pod Vinicí, Pardubice            |
| 24 octobre   | 18 h UTC+1 | Belgique  | 30 - 17 | Pays-Bas           | Mandemakers Stadion, Waalwijk    |

## Qualifications - Groupe B en 2016
Les Vainqueurs des deux tournois avancent au tour suivant. 
L'Italie et la Grande-Bretagne étant respectivement 2e et 3e du Groupe B en 2013 sont les hôtes pour les tournois qui ont lieu en 2016.
| Rang | Pays   |
| ---- | ------ |
| 1    | Italie |
| 2    | Serbie |
| 3    | Suisse |
| 4    | Israël |

| Date                      | Extérieur | Score   | Domicile | Lieu   |
| ------------------------- | --------- | ------- | -------- | ------ |
| 2 septembre               | Italie    | 40 - 10 | Israël   | Italie |
| 2 septembre               | Serbie    | 17 - 0  | Suisse   | Italie |
| Finale 3e place groupe A  |           |         |          |        |
| 4 septembre               | Suisse    | 51 - 0  | Israël   | Italie |
| Finale 1er place Groupe A |           |         |          |        |
| 4 septembre               | Italie    | 17 - 14 | Serbie   | Italie |

| Rang | Pays               |
| ---- | ------------------ |
| 1    | Grande-Bretagne    |
| 2    | République tchèque |
| 3    | Pays-Bas           |
| 4    | Russie             |

| Date                      | Extérieur          | Score   | Domicile           | Lieu            |
| ------------------------- | ------------------ | ------- | ------------------ | --------------- |
| 16 septembre              | Grande-Bretagne    | 30 - 03 | Russie             | Grande-Bretagne |
| 16 septembre              | République Tchèque | 20 - 13 | Pays-Bas           | Grande-Bretagne |
| Finale 3e place Groupe B  |                    |         |                    |                 |
| 18 septembre              | Pays-Bas           | 17 - 06 | Russie             | Grande-Bretagne |
| Finale 1er place Groupe B |                    |         |                    |                 |
| 18 septembre              | Grande-Bretagne    | 38 - 13 | République Tchèque | Grande-Bretagne |

## Qualifications - Groupe A en 2017
Les vainqueurs des 2 tournois du Groupe B (1 en Italie, 1 en Grande-Bretagne) auraient dû affronter les équipes 5e et 6e du dernier championnat d'Europe, soit la Suède et le Danemark. Les vainqueurs des 2 rencontres auraient dû se qualifier pour le tournoi final de 2018 lequel aurait dû se tenir en Allemagne.
Néanmoins, des problèmes internes à l'IFAF Europe entraînent un report des dates initiales du tournoi. L'Allemagne se retire de la compétition étant membre de l'IFAF Paris et la majorité des clubs (15 sur 16) du championnat d'Allemagne refusent de changer leurs calendriers afin de laisser leurs joueurs participer au tournoi final. C'est donc la Finlande qui organise le tournoi final. De plus, l'Italie de son côté n'a pas accepté le report des dates du tournoi final. Elle devient membre de l'IFAF Paris et est exclue du tournoi de l'IFAF New York organisant les phases finales du présent tournoi.
Se qualifient donc pour le tour final (sans jouer ce tour puisqu'il faut remplacer l'Allemagne) :
- Grande-Bretagne
- Suède (2014 - 5e)
- Danemark (2014 - 6e)

## Le 2018 IFAF European Championship
| Qualifiés d'office : - Autriche (2014, 2e) - France (2014, 3e) - Finlande (2014, 4e, organisateur en remplacement de l'Allemagne) | Qualifiés sortant des tours précédents : - Grande-Bretagne - Suède (2014, 5e) - Danemark (2014, 6e) |

| Date                    | Heure      | Gagnant         | Score   | Perdant         |
| ----------------------- | ---------- | --------------- | ------- | --------------- |
| 29 juillet              | 16 h UTC+1 | Autriche        | 40 - 15 | Danemark        |
| 29 juillet              | 20 h UTC+1 | Finlande        | 28 - 07 | Grande-Bretagne |
| 31 juillet              | 16 h UTC+1 | Suède           | 30 - 20 | Danemark        |
| 31 juillet              | 20 h UTC+1 | France          | 42 - 09 | Grande-Bretagne |
| 2 août                  | 16 h UTC+1 | Autriche        | 51 - 03 | Suède           |
| 2 août                  | 20 h UTC+1 | France          | 21 - 14 | Finlande        |
| Finale 5e et 6e places  |            |                 |         |                 |
| 4 août                  | 11 h UTC+1 | Grande-Bretagne | 33 - 16 | Danemark        |
| Finale 3e et 4e places  |            |                 |         |                 |
| 4 août                  | 15 h UTC+1 | Finlande        | 35 - 21 | Suède           |
| Finale 1re et 2e places |            |                 |         |                 |
| 4 août                  | 19 h UTC+1 | France          | 28 - 14 | Autriche        |

Les trois premiers du tournoi final qualifiés pour la prochaine Coupe du monde sont :
- France
- Autriche
- Finlande